# Alen Bokšić
Alen Bokšić [ˈalɛn ˈbɔkʃitɕ] (* 21. Januar 1970 in Makarska, SFR Jugoslawien) ist ein ehemaliger kroatischer Fußballspieler.

## Karriere
Alen Bokšić war gelernter Stürmer und begann seine Karriere 1987 bei Hajduk Split. Bereits 1990 nahm er mit der jugoslawischen Nationalmannschaft bei der WM in Italien teil, kam allerdings zu keinem Einsatz. Nach dem Gewinn des jugoslawischen Pokals 1991 wechselte Bokšić für eine Saison zum AS Cannes nach Frankreich. In der darauf folgenden Saison spielte er bei Olympique Marseille, wo er französischer Meister und Champions-League-Sieger wurde. Mit 23 Toren wurde Bokšić auch Torschützenkönig in der französischen Liga.
Nach diesen Erfolgen wechselte Bokšić für die Ablösesumme von umgerechnet ca. 15 Mio. DM zu Lazio Rom nach Italien. Nach der Fußball-Europameisterschaft 1996, bei der er mit Kroatien das Viertelfinale erreichte und gegen die Deutschen ausschied, spielte er für eine Saison bei Juventus Turin. Bei Juve gewann er unter Marcello Lippi die italienische Meisterschaft, unterlag im Champions-League-Finale allerdings Borussia Dortmund.
Zur Saison 1997/98 wechselte er wieder zurück zu Lazio Rom. Mit Lazio wurde er 1998 Pokalsieger und gewann im folgenden Jahr als letztes Team überhaupt den Europapokal der Pokalsieger und den Europäischen Supercup. Bei der WM '98, bei der Kroatien Platz drei belegte, fehlte Bokšić aufgrund einer Verletzung. Im Jahr 2000 gewann er mit den Römern gar das Double aus Meisterschaft und Pokal.
Von Lazio aus zog es ihn im Jahr 2000 nach England zum FC Middlesbrough, wo er Anfang 2003 seine Karriere beendete.
Für die kroatische Fußballnationalmannschaft spielte Bokšić 40 Mal und erzielte insgesamt zehn Tore.

## Erfolge

### International
- Champions League: 1992/93
- Weltpokal: 1996
- UEFA Super Cup: 1996, 1999
- Europapokal der Pokalsieger: 1998/99

### National
- Jugoslawischer Pokal: 1990/91
- Französische Meisterschaft: 1992/93 1
- Italienische Meisterschaft: 1996/97, 1999/2000
- Coppa Italia: 1997/98, 1999/2000
- Italienischer Supercup: 1998, 2000

### Individuell
- Torschützenkönig der Division 1: 1992/93
- Kroatiens Fußballer des Jahres: 1993
- Onze d’argent: 1993